# Игнатий Андрей I
Игнатий Андрей I, в миру — Абдул-Гал Ахиджян, будучи архиепископом Алеппо — Дионисий Андрей Ахиджян (1622 год, Мардин — 26 июля 1656 года) — первый епископ Сирийской католической церкви, первый архиепископ Алеппо c 28 января 1659 года по 24 июля 1677 года и первый патриарх Сирийской католической церкви с титулом «Патриарх Антиохии и всего Востока» с 1662 года по 27 июля 1677 года.
Его избрание сиро-католическим патриархом стало причиной раскола Сирийской яковитской церкви на Сирийскую католическую и Сиро-яковитскую православную церковь.

## Биография
Родился в 1622 году в Мардине. Был духовным учеником сиро-яковитского епископа Алеппо Константина, который под влиянием французского иезуита Гийома Годе незадолго до своей смерти присоединился в Католической церкви. Познакомившись с кармелитами, Абдул-Гал Ахиджян отправился в маронитскую семинарию в Риме, где проучился три года.
Возвратившись на Восток примерно в 1652 году, принял священническое рукоположение от маронитского патриарха Юханны Баввабы эль-Сафрави. В то же время в Алеппо образовалась община сирийских католиков, которая вышла из Сиро-яковистской церкви и вошла в общение со Святым Престолом. Эта община стала основой и первой церковной структурой будущей Сирийской католической церкви, которая избрала своим епископом Абдул-Гала Ахиджяна, который после благословения был рукоположен 26 июня 1656 года в архиепископы Алеппо маронитским патриархом Юханной Баввабой эль-Сафрави с именем Денис Андрей.
Вступил в правление своей архиепархией 9 августа 1656 года. Испытав сильное давление и притеснение со стороны сиро-яковитов, бежал 15 мая 1657 года в Ливан. Возвратился в Алеппо 12 марта следующего года. Его рукоположение в епископы было подтверждено 28 января 1659 года папой Александром VII.
После смерти сиро-яковитского патриарха Игнатия Йешу II Камшеха в начале 1662 года католические приверженцы этой церкви смогли выдвинуть на Синоде яковитской церкви кандидатуру Дениса Андрея Ахиджяна, который был избран патриархом 19 апреля того же года. Приверженцы яковитского движения избрали собственного патриарха Абдула Масиха. Так в Сирийской яковитской церкви произошёл раскол на Сирийскую католическую и Сиро-яковитскую православную церковь. 3 августа 1662 года османский султан Мехмет IV признал избрание патриархом Дениса Андрея. 20 августа Андрей I торжественно возведён на патриаршество с традиционным первым именем Игнатий. Конгрегация пропаганды веры утвердила его избрание патриархом 23 апреля 1663 года.
Избранный восточным патриархом Абдул Масих силой занял кафедру Алеппо, и Игнатий Андрей I был вынужден оставить город. 10 апреля 1664 года Султан Мехмет IV вторично подтвердил полномочия Игнатия Андрея как высшего представителя сирийского народа, после чего тот возвратился в Алеппо и занял кафедру архиепархии.
Скончался в Алеппо 24 июля 1667 года. Его преемником был избран Игнатий Пётр VII.